# Glinsko Vrelo
Glinsko Vrelo – wieś w Chorwacji, w żupanii karlowackiej, w mieście Slunj. W 2011 roku liczyła 43 mieszkańców.